# 裁判

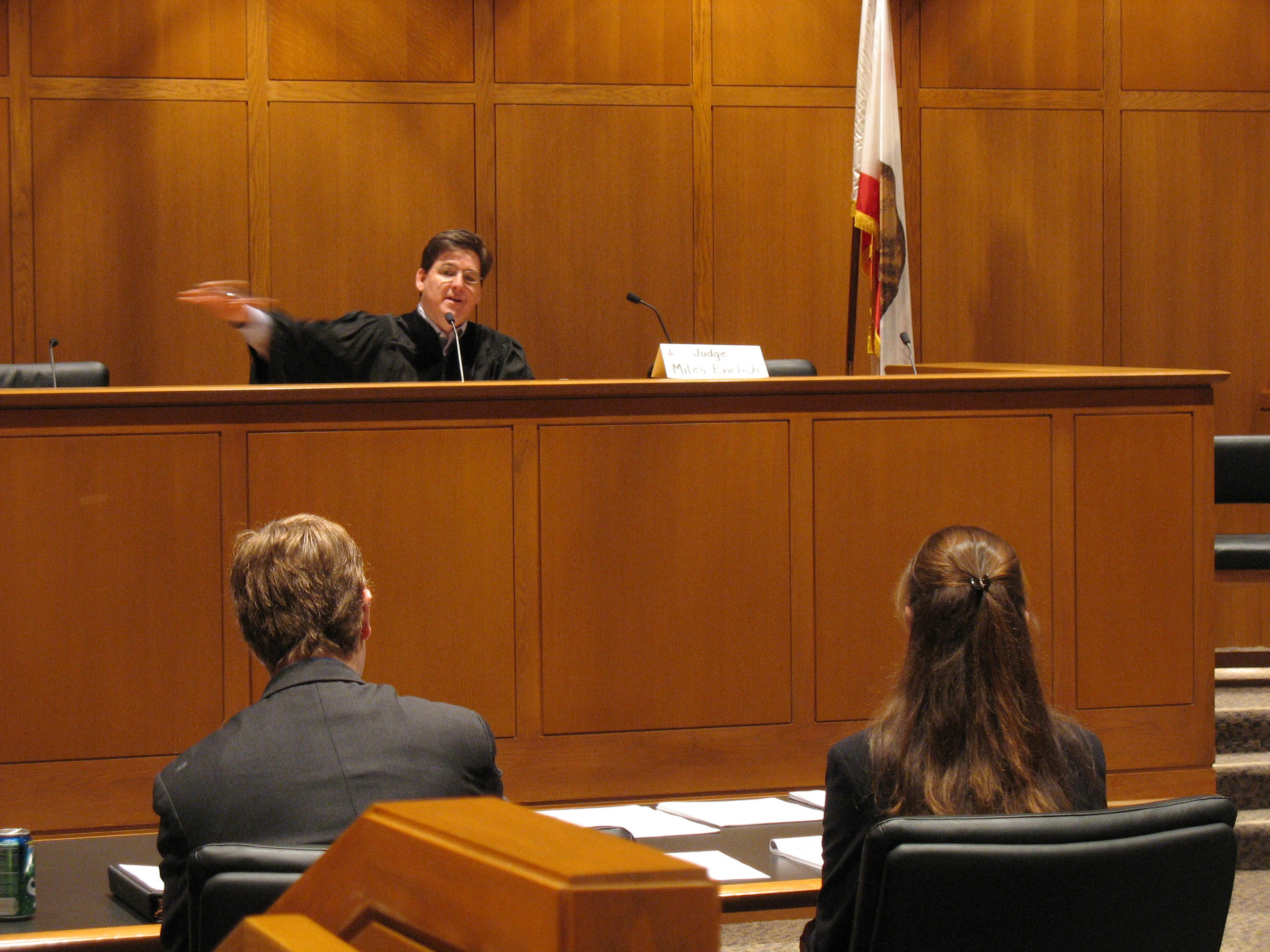
裁判

裁判（さいばん、英: Court decision）とは、社会関係における利害の衝突や紛争を解決・調整するために、一定の権威を持つ第三者が下す拘束力のある判定をいう。
どの国家機関によるどのような行為が「裁判」と呼ばれるかは、必ずしも一様ではないが、現代の三権分立が成立した法治国家においては、「裁判」と言うと一般的には（日常的には）、国家の司法権を背景に、裁判所（訴訟法上の裁判所）が訴訟その他の事件に関して行うもの、を指していることが多い。だが、裁判と言っても国家機関が行うものとも限られておらず、国家間の紛争について当事国とは別の第三者的裁判所（国際裁判所）が国際法に基づいて法的拘束力のある判決を下し解決する手続である国際裁判というものもある。
日常用語としては、裁判所で行われる手続自体を「裁判」ということが多いが、法律用語としては、裁判所が、法定の形式に従い、当事者に対して示す判断（またはその判断を表示する手続上の行為）をいう。

## 概説
裁判というものは、理論的に概観すると2種類ある。そのひとつは、事件の紛争解決し当事者の権利を保護するために、ある「訴訟の目的」（訴訟物）についてなされる実体裁判であり、（その手続的な面については訴訟法の規定に従ってはいるが）この実体裁判というものの内容は実体法の適用によって定まっている。もうひとつは、訴訟手続上のことがらについてなされる裁判であって、この種の裁判は訴訟法だけに依拠しており、実体法とは直接の関連はない。
裁判にはこれら2種がありはするが、裁判制度の肝心な部分は前者の実体裁判である。
現代法学では、裁判は「事実認定」と「法律の適用」の2段階に分けて論じられている。
ここでいう「事実」、すなわち判決の基本となる「事実」には、不要証事実と要証事実がある。不要証事実は、裁判所の認定権が排除されているのに対し、要証事実の認定（つまり、主張されていることが本当に起きたのか起きていないのかの真偽を判断すること）は、証拠に基づいて裁判所の自由な心証判断によってなされる。
事実認定が行われたら、次に、この「事実」に対して法律を適用することになる。この「法律の適用」は裁判所の専権である。
なお、判決の基本となる事実認定とは、単なる客観的事実の認定だけではなく、そこにはしばしば法的な価値判断が加わる。また、法律の適用には、抽象的な法律解釈が問題となってくる。このようにして、個々の裁判の過程は、事実認定と法律の解釈・適用が相互に影響しあって組み立てられており、その内容を構成しているのである。

## 裁判数

### 日本
日本弁護士連合会によれば、2006年の日本での年間の民事裁判・行政裁判の数は合わせて、10万人あたり約116件であった。

### ドイツ、フランス
2003年の日本弁護士連合会の報告書によればドイツにおける訴訟事件数は日本の5倍、フランスは7倍。

### 英国
2007年のイングランドとウェールズにおける民事裁判は、年間10万人あたり約3600件で日本の約31倍（なお裁判官総人口は10万人あたり2.22人であり、日本よりも少ない）。裁判制度の利用が容易であること、また法が整備されていることを示している。

## 日本における裁判

### 形式的意義の裁判
日本の法令上の用語では、裁判とは、裁判所または裁判官がその権限行使として法定の形式で行う判断を「裁判」とよび、これを形式的意義の裁判という。民事訴訟事件・刑事訴訟事件に限らず、民事執行、民事保全、破産等の非訟事件においても、裁判所の判断は裁判という形式で表示される。
形式的意義の裁判は、裁判所の権限で行う判断を全て含むため、非訟事件における裁判のように実質上は行政処分に当たるようなものもある。

### 裁判の形式
裁判の形式には、「判決」「決定」「命令」の3種類がある。ある内容の裁判について、どの主体がどのような形式で行わなければならないかは、民事訴訟法や刑事訴訟法などの各手続法で決められている。
判決は、民事訴訟事件や刑事訴訟事件において、裁判所が口頭弁論という厳重な手続保障を経た上で判断を示すものである。ここにいう裁判所とは、官署としての裁判所ではなく、裁判機関としての裁判所をいい、複数（地方裁判所では原則として3人）の裁判官で構成される合議制の場合はその合議体、1人の裁判官で行う単独制の場合はその裁判官である。
決定と命令は、訴訟手続上の付随的な事項について判断を示す場合や、民事執行、民事保全、破産等の厳重な事前の手続保障よりも迅速性が求められる手続において判断を示す場合に行われる。そのうち「決定」は裁判所が行うもの、「命令」は裁判官（裁判長や受命裁判官、受託裁判官）が行うものである。判事補が単独ですることもできる（民事訴訟法123条）。
決定と命令は、判決と異なり、口頭弁論を経るかは裁量に委ねられており（民事訴訟法87条1項ただし書参照）、　民事事件においては相当と認める方法で告知すれば足り（民事訴訟法119条参照）、書面による必要もない（民事訴訟規則67条1項7号参照）。特別送達によらない郵送による告知の場合、到達主義を採用せず、裁判所が発信した時点で告知の効力が生じるものと解されている。上訴は、抗告や再抗告、準抗告といった簡易な方法によるが、必ずしも独立の上訴ができるとは限らない。刑事事件においては、公判廷における宣告の場合を除いて、原則として裁判書謄本の送達により告知をすることを要する（刑事訴訟規則34条）。上訴を許さない決定や命令には、理由をつけないでもよいとされている（刑事訴訟法44条2項）。
なお、個々の裁判の法律上の名称は、その内容に基づいて定められていることがあり、裁判形式と一致しないことがある。例えば、差押命令、転付命令、仮処分命令などは、「命令」という名がついているが、形式としては「決定」である。
その他、家事審判手続においては、家庭裁判所がする裁判は「審判」という形式でなされる。ただし、家事事件手続法（かつては家事審判法）に規定された、裁判所の行為としての「審判」には、裁判としての性質を有しないもの（例えば、限定承認の申述の受理等）も含まれている。

### 裁判の分類
刑事訴訟において、事件の実体そのものの判断、すなわち有罪または無罪の判決を、実体的裁判といい、管轄違いや公訴棄却、免訴等のように、実体を判断しないで手続を打ち切る裁判を形式的裁判という。
裁判の内容では、「確認的裁判」「形成的裁判」「命令的裁判」に分類することができる。確認的裁判は、現存を確認するものであり、民事の確認判決や、刑事の無罪判決などがこれに当たる。形成的裁判は、既存の権利関係を変更したり、新たな法律状態を作り出す裁判であり、民事の離婚判決や刑事の有罪判決などがこれに当たる。命令的判決は、一定の行為を命じるものであり、民事における給付判決がこれに当たる。

### 実質的意義の裁判
「社会紛争を解決する拘束力ある第三者の判断」という実質的な定義と、司法機関と行政機関（あるいは立法機関）の権限区分とは必ずしも一致しないため、この実質的な裁判の定義に該当する判断を裁判所以外が行うこともある。
日本国憲法は、「行政機関は、終審として裁判を行ふことができない」（憲法76条2項）と規定するが、これは逆に終審でなければ行政機関も「裁判」を行うことができることを意味する。このような、行政機関が準司法的手続に基づいて行う「裁判」を、行政審判という。
また、日本国憲法は、国会の両議院が行う「議員資格争訟の裁判」と、国会議員で構成される裁判官弾劾裁判所が行う「弾劾裁判」のように、立法府が裁判を行う場合も存在する。
なお、裁判官弾劾裁判では、2024年現在、過去に10度の訴追例があり、8人が罷免されている。

## 裁判の歴史

### 日本

#### 古代
弥生時代中期の裁判の実態は不明であるが、銅鐸の線刻画（香川県出土、東京国立博物館所蔵）には、喧嘩をする二人を第三者が仲裁する絵が見られ、争いに際し、第三者が解決しようとする芽生えはみられる。
古墳時代当時は、雷や地震、日食や月食などの気象現象が起こった時、人々は、「罪を犯した人に対する神の怒り」として恐れられ、その原因を作った、とされる人物を探し出し、盟神探湯（くがたち - 熱湯に入っている石を素手で取り、皮膚の火傷具合で有罪か無罪を判断する道具）などを使用して罪人を暴いていた。一例として、『日本書紀』神功皇后元年の記事として、「突然、数日ほど太陽が登らなくなった（日食になった）ため、原因を調査させたところ、一つの墓穴に異なる二社の祝（神官）が2人合葬される阿豆奈比（あずなひ）の罪が原因と判断され、墓穴を別して再葬した」（なお、阿豆奈比の罪を同性愛の罪とする説が流布しているが、これは江戸時代後期の国学隆盛の中で生まれた誤謬である）とあり、気象現象と罪が密接につながっていた（この場合、罪人はすでに死亡している）。「神が犯罪を見つけ、神が裁く」この時代は「神」の存在が絶対であった。このような方法は一部の地域では室町時代まで行われていた。
律令時代以前、諸国領内の裁判を担当したのは国造と考えられており（後述書 p.119）、大化元年（645年）8月に、国司に下された詔に、「国司等、国に在りて、罪を判るを得ざれ」とあるのは、国司に裁判権がなく、国造が行っていたためと考えられている（後述書 p.119）。この時代の性格としては、司法も立法も併せ持ったものとみられ（後述書 p.125）、それと同時に中央の統制を受けていたとみられるため（後述書 p.125）、独立的に支配権を行使できなかったという点で、近世の幕藩体制における大名の支配形態に似ていると指摘される（新野直吉 『研究史 国造』 吉川弘文館 1974年 p.125）。後述するが、のちの律令制下では、国司も、ある程度、裁判権を有していた。
奈良時代から10世紀にかけて、本格的に大陸の制度である律令制が導入・運用されるが、司法と行政は一体のものであり、行政の一事案として裁判は行われ、全ての官司に裁判権があった（後述書 p.220）。律には、死（斬と絞の2種）・流（遠流・中流・近流）・徒（3 - 1年までの五等の懲役刑）・杖（100 - 60の五等）・笞（50 - 10の五等、杖より細い）の五刑、二十等が規定されている（後述書）。律令の裁判制度は、この罪の等級に応じて判決を下せる官司のレベルが異なる仕組みであり（後述書）、事件が起きた所の官司がまず裁判を直轄し、罪刑を推断する（後述書 p.220）。地方ならば、所管郡司は、最低の笞罪を判決して、刑を執行できたが、杖罪以上に当たれば、国司に送り、この国司は徒罪と杖罪までを執行できた（後述書 p.220）。一方、京にある官司は笞罪と杖罪は判決・執行できるが、徒罪以上に当たれば、刑部省に送り、刑部省は徒罪のみは判決・執行できる（後述書 p.220）。国司も刑部省も、流刑以上または除免官当という有位官人に適用される換刑に当たると判断した場合は、太政官に申上しなければならなかった（後述書 p.220）。太政官は覆審（再審査）して刑部省に審議させた上で、その結果を「論奏」という文書様式で天皇に奏上して、天皇の裁許をへて、死刑・流刑などが確定し、執行されるという手続である（後述書 pp.220 - 221）。
中国律令では官職中心であったが、日本では位階の意味が大きかったため、律令の継受にあたり、官当の対象を唐の告身（辞令）から位記に改めたが、平安時代にはカバネを受け継いだ位階の意味が薄れたため、特定の要となる官司だけであるが、官職についていることに意味があり、官僚制の秩序が官職中心と成り、官当も唐と同じ職事官解任により刑に変える制度になったといえる（後述書 p.225）。
平安時代に至ると、令外官として検非違使が登場し、警察治安に活躍するも、量刑機能を担っていた刑部省の存在が見えなくなる（後述書 p.221）。その刑部省の代わりとして、9世紀に量刑機能を担ったのが、明法博士であり、明法勘文を提出して、罪名を断じて、太政官の裁判を動かすようになる（後述書 p.221）。摂関政治期では、この「太政官の裁判システム」と「検非違使の裁判システム」の2本立てであったとみられる（後述書 p.221）。この両者の管轄・分割は、太政官では五位以上を有する官人層・大寺社の関係者、公家使や侍臣などが対象となり（陣定も参照）、それ以外は検非違使庁で扱われたとみられる（後述書 p.221)。本来、使庁は、強盗・窃盗・私鋳銭を裁判対象としていたが、やがて非官人層へと管轄を拡大した（後述書 p.221）。ただし摂関・院政期における太政官については、死刑に関しては、天皇が最後に一等減じて遠流とすることが慣例となり、保元・平治の乱（武者の世）になるまで執行はされなかった（後述書 p.224）。すなわち平安貴族が実刑を科されたのは流罪だけである（後述書）。これは中国において、流や徒は恥辱であったが、死刑は辱めを受けない名誉だったためであり（後述書）、『礼記』にも、「礼は庶民に下らず、刑は丈夫に上がらず」という理念にもあるように、中国の制度を継承したものといえる（大津透 『日本の歴史06 道長と宮廷社会』 講談社 2001年 ISBN 4-06-268906-5 p.225）。
この時代、人々を縛っていたのは現実の裁判だけでなく、宗教法もある。聖武天皇以降、庶民にも仏教が広まった結果、死後他界には仏教法に背いた罪人の行く地獄があるという認識が広まり、「地獄の沙汰」に関する伝説も生じてくる（例として、小野篁の逸話）。いわば、人の力が及び難い、人外＝十王が管轄する裁判（中国仏教に始まる概念）があると信じられるようになる。

#### 中世
初期の鎌倉幕府は将軍の裁断権が強かったが、十三人の合議制により、一時的に裁断権は奪われるようになる（後述書）。源氏が3代で絶えると、承久の乱後、北条氏による執権政治が開始され、1232年には武家の法典『御成敗式目』が定められ、ここに幕府の判断基準が明示され、将軍個人の裁量から法に則った「裁定」へと変化する（五味文彦 『日本の中世』 財団法人放送大学教育振興会 第2刷1999年（1刷98年） ISBN 4-595-55432-X　pp.60 - 61）。
頼朝の死後、建久10年（1199年）4月1日に、問注所が将軍御所の郭外に独立して設けられたことは、裁許が将軍個人の手から離れたことを誰にも見える形で示した第一歩であり、続いて、12日に訴論について頼家の直訴が停止されたことも同様の意味を有していた（後述書 p.240）。しかし政治家としての力量が頼家より優れていた実朝の時代には、こうした法制の非人格化の動きもしばらく休止することになる（後述書 p.240）。問題となったのは、実朝暗殺後、その中継ぎとなった北条政子の後の藤原頼経が幼かったことであり、再び法制課題が浮上してくる（後述書 p.240）。式目はこの状況に対する解答でもあった（後述書 p.240）。
評定衆と式目の制定とは、幕府初期の不安定な法制度が、特定人格に依存する部分を減少させ、安定的なそれへの第一歩を示したものといえる（後述書 p.240）。また当時の御家人ら武家社会に根強い、実力によって紛争を解決しようという志向への対応でもあった（後述書 p.248）。武家の法は、古代律令と比べ、網羅的な法典の編纂や、体系的な法曹制度の展開については緩やかであり、形式的な整合性や手続上の厳密性にこだわらない傾向があった（後述書 p241）。例として、三問三答において、訴人（原告）と論人（被告）による、それぞれ3回ずつの訴訟書面の提出後に、幕府法廷での奉公人による審理に入ることになっているが、その初期においては、訴人の訴えに対し、論人が反論をしなければ、1回の幕府側の問状＝質問書が判決の代わりをするという形がみられた（後述書 p.241）。この際の問状の「事実（ことじち）ならば」という文言は、事態が訴人の言う通りなら、論人はそれに従えという意味を含む（後述書 p.241）。こうした現象は、仁治年間までみられることになる（後述書 p.242）。こうした未完成な法制度の背景には、武家社会に潜在した、煩瑣（はんさ）な訴状手続、訴訟行為そのものに対する嫌悪感があったとみられる（後述書 p.242）。『沙汰未練書』（鎌倉末期成立）には、練達した沙汰人（裁判官）は和解を基本とし、実力の無い沙汰人は判決を下すことを優先させるという趣旨の記載があり、中世武家社会の通念では、争いごとは自然に治まるのが理想で、裁判の場に持ち出す事自体が忌避すべきことであった（後述書 p.242）。これは当時の争いごとの多くは、京都の荘園領主と現地地頭・御家人との争いなどを除けば、兄弟一族・隣人といった小さな社会内部での争いであり、そのような小社会では、自立的な紛争処理機能が健全であれば、裁判に訴えるようなことなしで解決できたためである（後述書 p.242）。武家の式目制定は、律令・公家法の煩瑣に対する不信の念もあって、実用重視・合理性が求められるようになる（山本幸司 『日本の歴史09 頼朝の天下草創』 講談社 2001年 ISBN 4-06-268909-X p.251）。

鎌倉幕府滅亡後、建武の新政、つまり後醍醐天皇政権下では、雑訴決断所が置かれることとなる。しかし南北朝時代になると、動乱期をむかえたため、中央の法廷に確固たる権威がなくなったために、人々は地元に自前の結合体を作り、裁判などを始めるようになる（後述書 p.259）。これが「一揆」や「惣」であったが、多数決で、正義より世間が重視され、いわば、同調圧力が強かった（磯田道史 『日本史の探偵手帳』 文春文庫 2019年 p.259）。続いて、室町時代になり、京都に室町幕府が置かれ、『建武式目』が制定されることとなるが、制定に関わった公家・武家の半数は、共に雑訴決断所に出仕した経歴をもつ（後述書 p.125）。この時期、公武関係の推移の中で、政務処理の実務的な手続、とりわけ、「訴論之法」が、公武でおおむね共通した作法として成型されつつあり、公家・武家の政道の同質化と実務官人レベルでの交流が進行していた（後述書 p.125）。武家の訴訟処理手続は実践の積み重ねから析出されたパターンを枠組みとして成型され、公家の訴訟処理手続は武家のそれを参照しつつ、鎌倉後期（14世紀）以降の数次にわたる整理を経て、やがて『暦応雑訴法（りゃくおうざつそほう）』として集大成される（後述書 p.125）。こうした経緯を経て、公武に大略共通する法式が定められ、政務のあり方に統合の契機が与えられることとなった（新田一郎 『日本の歴史11 太平記の時代』 講談社 2001年 ISBN 4-06-268911-1 p.125）。
室町幕府は鎌倉幕府の訴訟制度を受け継ぐと共に、「遵行（じゅんぎょう）」、つまり裁定内容を執行するシステムを持ち、同時により広い人々の訴訟を受理する権力があり（後述書 p.211）、公武統一政権として、武家・公家のみならず、都市の商人・職人の訴訟まで裁定した（後述書 p.211）。また『建武式目』においては禅律僧と女性の裁判への口出しを禁止する条項があり、後の戦国期における分国法内でも引き継がれ、赤松氏奉公人によって書かれた裁判に関する法第三条（『家風条々事（かふうじょうじょうのこと）』所収）には、「女房公事停止事」とある（久留島典子 『日本の歴史13 一揆と戦国大名』 講談社 2001年 ISBN 4-06-268913-8 p.162）。
戦国時代では一揆勢力を吸収した戦国大名によって自力救済を否定した喧嘩両成敗を核心とした分国法が形成され、裁判権の集中が図られたが（佐々木潤之介他編 『概論日本歴史』 吉川弘文館 2000年 p.48.p.86）、訴訟に関する一例として、今川氏の『訴訟条目』第13条には、「主人・師匠・父母（目上の存在）を法廷に訴えてはならない」と原則を掲げつつも、「敵方との内通や謀反など国の一大事に関わる場合は例外」として、伝統的な忠孝理論よりも国家の利益優先を表明しており、より国家イデオロギーが強くなる（五味文彦 『日本の中世』 p.151）。
中世における裁判権は幕府と守護だけが持っていた訳ではなく（後述書 p.212）、武家内部では、被官は主人の裁定に、荘園内部の百姓は荘園領主の裁定に従わなければならなかった（後述書 p.212）。この裁判の主体・法の制定主体が複数あることは、戦国期でも同じであり（後述書 p.212）、家長の家族一族に対する制裁権、主人としての被官に対する制裁権、領主の所領内住民に対する領主裁判権など複数あった（後述書 p.212.検断も参照）。また、戦国期では裁判機構に訴えるためには、「奏者」と呼ばれる取次人が原則的には必要だった（後述書 p.215）。この奏者を介さないで直接当主を訴えることは、多くの分国法で禁じられていた（後述書 p.215）。この奏者は奉行人など大名家中の中でしかるべき地位を占めている必要があった（後述書 p.215）。従って、訴訟に際しては奏者となりうる人物とどう人間関係を作るかが問題だった（後述書 p.215）。今川氏の訴訟条目では、奏者を持たない一般民が訴訟するための目安箱の設置が規定されていた（後述書 p.215）。この他、訴訟手続が細かに記された分国法としては、『大内家壁書』があり、行政会議の日と裁判日さえ区別されていた（久留米典子 『日本の歴史13 一揆と戦国大名』 p.215）。

#### 近世・安土時代
安土時代以前、織田信長は室町幕府15代将軍足利義昭に対し、『殿中御掟』（1569 - 1570年）を承認させたが、初期の条目では、「訴訟規定は従来通り」と記され、1569年時点では裁判制度で目立った変革は確認されないが、70年の追加条目に、「天下の政治が信長に移行したため、将軍の上意ではなく、信長自身の判断で成敗させること」の旨が記されており、実質的に権力頂点が信長に移ったことを意味する。この3年後に安土時代（1573 - 1585年、織田政権）が始まるも、9年後の本能寺の変（1582年）において信長は自害に追い込まれる。その勢力も、近畿圏、中部、中国と四国の一部であり、全国に及ぶものではなく、依然として、各戦国大名による分国法の統治時代である。
なお信長自身は若き日に火起請を経験したことが『信長公記』には記述されており、年次の記載はないが、左介と呼ばれる被告が焼けた鉄片を落としたにもかかわらず、それをかばおうとする不正が行われようとした時、その場に偶然来た信長が、自ら火起請を行って、成功したら左介を成敗すると宣言し、成功させ、左介を成敗したとある。これは神明裁判であっても、不正があったという内容でもある。

#### 近世・桃山時代
天正13年（1585年）7月11日、武家関白に任ぜられた豊臣秀吉（厳密には、この後に豊臣姓となる）は、政所の家政処理機関として奉行制度、すなわち文治派の大名から成る五奉行を組織するが、司法を担当したのは浅野長政であった（後述書 pp.206 - 207）。五奉行はあくまで中央政府としての任務を全うする官僚集団を集めた組織を確立するまでの過渡期の形態であり（後述書）、軍人本位（武断派）の人選ではなく、損益に明るく、算数の能力が正確で、裁判などの民事事件処理なども生活常識に即してかけ離れていないことが求められて抜擢されており、中央政府の機能が意識されている（鈴木旭 『面白いほどよくわかる 戦国史』 日本文芸社 2004年 p.206）。続いて関白となった豊臣秀次だが、豊臣秀頼の誕生もあって、執行機関は与えられず、太閤秀吉の決定＝太閤法度を追認する機能しか与えられなかった（鈴木旭 『面白いほどよくわかる 戦国史』 p.239）。秀吉没後、徳川家康は太閤法度を守らなくなり（鈴木旭 『面白いほどよくわかる 戦国史』 p.241）、実質的に中央政権的機能は崩れ去る。
桃山時代では大年寄（大老とも）が庶政の裁判を行う職として設置されたものの、秀吉が亡くなる前年の慶長2年（1597年）に設置されたため（川口謙二 池田孝 池田正弘 『東京美術選書33 江戸時代奉行職事典』 東京美術 1983年 p.13）、裁判機構としての歴史は浅い。

#### 近世・江戸時代

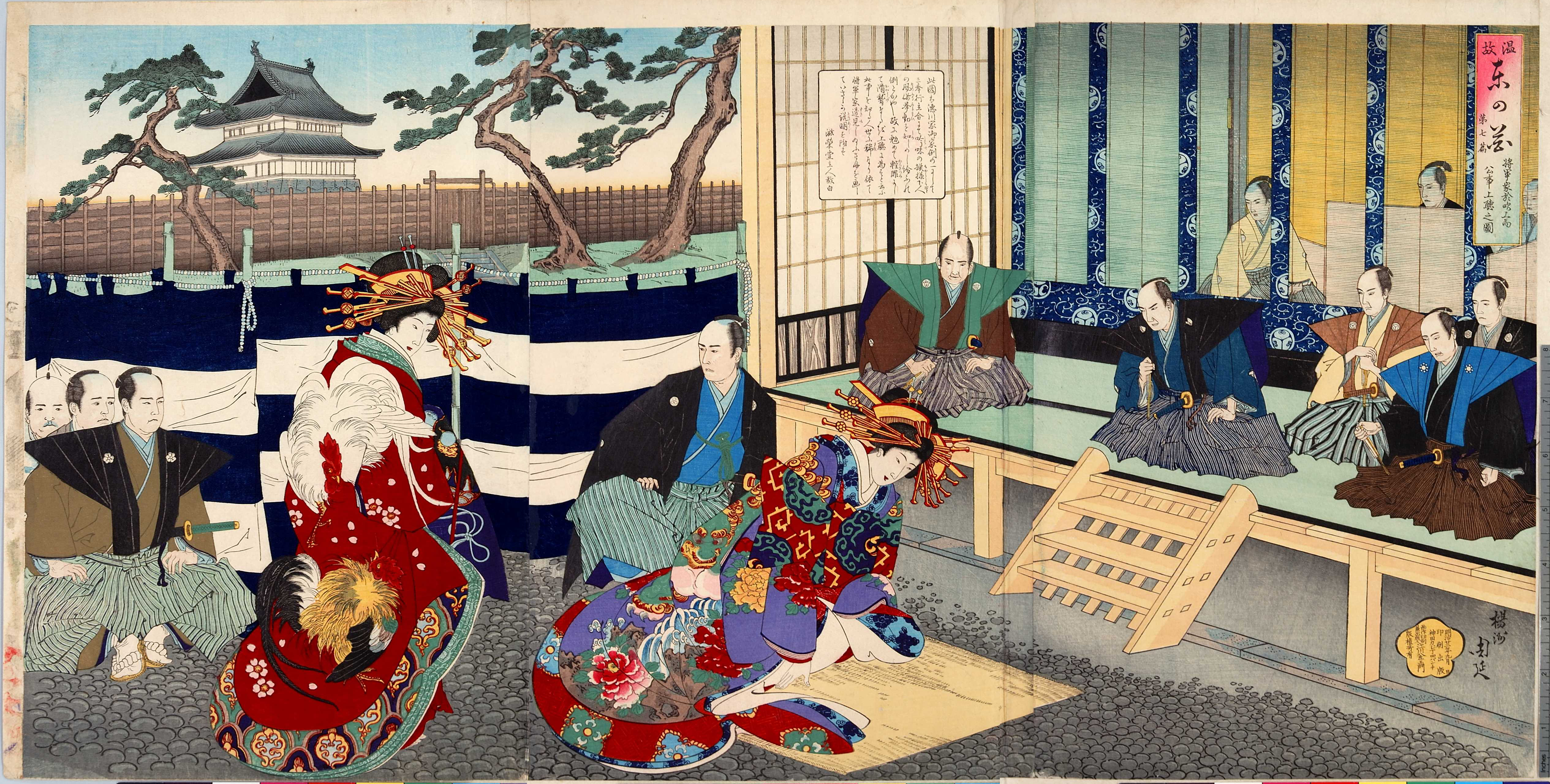
江戸城吹上の庭で花魁のお裁きを御簾の奥から傍聴する将軍。周延「温故東の花　第七編　将軍家於吹上而公事上聴之図」(1889年)。こうした公事上聴は享保6年（1721）に吉宗が城内吹上で行なったのが最初

江戸時代の裁判制度の訴訟はおおむね、吟味筋（刑事訴訟）と公事出入筋（民事訴訟）にわかれており、天領内・藩内であれば、その役所、またがる場合は評定所（寺社奉行、町奉行、勘定奉行）がとりしきった。
江戸の町奉行は、行政・司法・警察を担い、現代でいえば、都知事・地方裁判所長官・警視総監を兼任していることに当たる（後述書 p.102）。町奉行という役職が置かれたのは慶長6年（1601年）だが、町奉行所と呼ばれる役所が整備されたのは寛永8年（1631年）であり（後述書 p.102）、この時点では南北に役所が置かれ、月番制で江戸市中の治安を守った（後述書 p.102）。元禄6年（1702年）、一時的に中町奉行所が置かれ、三奉行所体制となったが、享保4年（1719年）には廃止され、二奉行に戻る（後述書 p.102）。北町奉行所の面積は2560坪、南町奉行所の面積は2626坪だった（「歴史ミステリー」倶楽部 『図解!江戸時代』 三笠書房 2015年 p.103）。長屋の喧嘩レベルの仲裁は町役人の月行事（がちぎょうじ）が行った（前同 p.104）。
江戸幕府の基本法典は8代将軍徳川吉宗の治世、寛保2年（1742年）に『公事方御定書』（御定書百箇条とも）が定められたが、その内容は一般には公開されず（『図解!江戸時代』 p.118）、寺社奉行・町奉行・勘定奉行が知るのみで（前同 p.118）、罪人は裁決が下るまで、どの刑罰を処せられるか分からなかった（『図解!江戸時代』 p.118）。
近世期の法諺として、非理法権天があり、社会概念としては、法律は権威や天道には劣るという（法より権威を上とする）認識がみられる。自分仕置令（仕置＝処罰）によって、各藩にも、ある程度、刑罰を定める権利があったが、米沢藩の場合、刑法典を制定せず、 判例の方を重視した（詳細は「米沢藩#藩法」を参照）。代官には当初裁判権は無かったが、寛政6年（1794年）になり、博奕などの軽犯罪に対してのみ敲刑といった手切仕置権の権限が与えられた（西沢敦男 『代官の日常生活 江戸の中間管理職』 角川ソフィア文庫 2015年 p.24）。
出入筋としては、村同士の境界の争い（村境争議）、入会（いりあい）権などの用益物権に関する争い（入会争議）、農業用水をめぐる争い（用水争議）、鷹場の負担に関する争い（鷹場争議）、交通負担に関する争い（助郷（すけごう）争議）など多彩な訴えがあった。とくに、村の境界は河川を基本としており、洪水などによる川欠け（流形がかわる）をきっかけに訴えが頻繁に起こされてきた。訴状は目安、調書は口書（くちがき）、判決は裁許（さいきょ）、または落着と呼ばれ、判決にあたっては原告と被告とに裁許状が交付された。上訴制度は無かった。また地方から出てきた人を宿泊させる「公事宿」もあった。また、民事訴訟などの手続を当事者の代わりに行う「公事師」もいた。和解は、内済と呼んだ（『代官の日常生活』 p.25）。
公事出入の吟味に関しては６ヵ月を超えないようにし、これを超える場合、趣意書を届け出るように規定されていた（『代官の日常生活』 p.25）。
幕末では欧米列強国の進出によって、不平等条約が締結され、明治近代期の条約改正に至るまで、領事裁判権により白人を初めとする西洋人犯罪に対する裁判権が認められなかった（『詳説日本史図録』 山川出版社第5版 2011年（1版08年） p.195.p.223）。近代期に日本も朝鮮に対し、不平等条約を行うことになる。一方で、琉球とアメリカの間で締結された琉米修好条約では、アメリカ人による犯罪に対して逮捕権が認められていた点が日本本土と異なる。
蝦夷地（現北海道）に関しては、幕府が東蝦夷地取り上げにともない、1802年に「蝦夷奉行」を設置し、後に「函館奉行」と改称（後述書 p.148）。一端、松前藩に蝦夷地が返還された1821 - 1854年には廃されたが、日露和親条約締結で、1855年に再設置し、1868年、明治政府の「箱館裁判所」に引き継がれた（全国歴史教育研究協議会編 『日本史Ⓑ用語集』 山川出版社 16刷1998年(1刷1995年) p.148）。
が特色であり（後述書）、第二次世界大戦以後＝現代の日本国憲法下における「司法権の行使、裁判官の独立」とは異なる（『詳説日本史図録』 山川出版社第5版 2011年（1版08年） p.221）。刑事訴訟法はドイツ法系の影響を受け（後述書）、公布・施行年1890年、民事訴訟法に関してもドイツ法系の影響があり（後述書）、施行年は1891年となっている（『詳説日本史図録』 山川出版社第5版 p.221）。
日本では仲裁する者を「時の氏神」と呼んだが（後述書 p.166）、氏神は「氏上」と記すように、一族の長老を意味し（後述書 p.166）、一族一門の先祖神を意味した（後述書 p.166）。世界的にも、古代では長老が裁判官の役割を果たしたことは『旧約聖書』にも記されていることであり（後述書 p.166）、近代期＝二次大戦前の日本において、日本の氏の長老は天皇であり（後述書 p.167）、裁判官が「天皇の御名代」とされた理由は、こうした復古神道・国家神道の考え方に基づく（山蔭基央 『よくわかる日本神道のすべて』 日本文芸社 1997年 pp.166 - 167）。

#### 現代
近代期では、裁判官は男性であり、第二次世界大戦後の1949年において、石渡満子・三淵嘉子両名が日本初の女性裁判官となる。これはGHQの五大改革（日本の戦後改革）の第一項目が婦人解放（男女同権）だったことにもよる（佐々木潤之介他 『概論日本歴史』 吉川弘文館 p.270）。
令和では、企業や個人の海外取引が増えて国際化する民事トラブルに対応すべく、政府が民事裁判手続のオンライン化などを柱とする民事司法制度改革の準備を始めており、将来的にはウェブ会議も開始される予定で、平成までの紙による「書面」と直接的な「対面」の原則を改めることによって、裁判の短縮化が図られる（朝日新聞2019年12月10日火曜付、記事・板橋洋佳）。これは、2003年において裁判迅速化法が施行され、民事訴訟の平均審理期間は09年には6.5ヵ月まで縮んだが、その後は長期化に転じ、18年（平成30年）では約9ヵ月になったことにもよる（前同記事）。

#### その他
- アイヌ民族における争いごとの解決手段・裁判にあたる言葉は、「チャ・ランケ」である[15]。アイヌ語で「チャ」は「口・言葉」を、「ランケ」は、「下ろす」を意味し、「弁舌」と解釈される[15]。その方法は、チャシにそれぞれのコタンの代表者が出て、相手の問題の経緯や自分達の正統性を故事引用・伝承を参照した上で主張し、一方が主張している間は相手は黙って聞き、主張が終われば反論をする[16]。これが繰り返され、時として数日間にも及び、弁論（主張）が尽きたら、負けとなる方式である。判事に当たる存在はなく、当事者間で完結する[16]。決着しなかった場合は、人に腕を押さえてもらい、制裁棒で交互に背中を叩き合い、痛みに耐えられず先に音を上げた方が負けとなる[16]。このほかにも「サイモン」と呼ばれる盟神探湯を行うなど、神前裁判の風習も色濃く残していた。
- 琉球王国における成文法は本土と比して遅く、中国の清律と日本の刑法を参考に、琉球の習慣法を合わせ、1786年、『琉球科律』の成立によって裁判の公正化が図られる。
- 西洋の中近世の教会に裁判権・教会法があったように（後述）、日本の中世寺院も世俗の公権力の介入を拒む不入の権があった。ただし、日本の場合、織田信長による寺院勢力＝一揆衆の弾圧によって、宗教勢力の裁判権は弱まり、近世江戸期では、神官・僧侶は寺社奉行が支配した（世俗の公権力が宗教を統制した）ため、西洋ほど影響力はない。一例として、近世期の守山藩では罪を犯した人間が寺に駆け込んだ場合、許された（網野善彦 『日本中世都市の世界』 ちくま学芸文庫 2001年 p.49）。縁切り寺においては、その寺の規定・寺法に従い、世俗的公権力の罪科は適用されない例もある（前同 pp.50 - 53）。寺法の例としては、奈良の鹿も参照（寺による処刑の話が見られる）。
- 中世期に貨幣経済が普及していく過程で、裁判における礼銭文化（後代でいうところの賄賂）も形成されていく（後述書）。中世において、コネも金もない者が訴訟を起こすこと自体が至難の業とされる（桜井英治 『日本の歴史12 室町人の精神』 講談社 2001年 p.134）。
- 二次大戦敗戦後、アメリカ領となった沖縄ではアメリカ施政権に基づき、琉球政府が作られ、琉球民裁判所が設置され、1972年に日本へ返還されるまで機能した。

### 西洋

#### 古代ギリシア
ギリシア神話上の起源としては、ポセイドーンがアレースに対し、神々の裁判をアレースの丘（アレオパゴス会議）において行ったことが世界初の裁判とする。
古代ギリシアでは共同体成員の平等関係は民会（デモス）によって具現されていたが、貴族が官職を独占して政治の実権を握り、裁判権をも掌握していたのが実態である（弓削達 『地中海世界』 1973年 p.44）。紀元前621年に立法者ドラコンによって、立法が定められ、それまで私的復讐にゆだねられていた殺人に公権力が介入することが定められたものの、実態は慣習法の成文化によって、貴族による独占された裁判の公正であった（弓削達 『地中海世界』 1973年 p.48）。
ペルシア戦争後、アテネ法廷を控訴法廷として決め、重要な政治的決定もアテネの評議会、民会の決定にゆだねられた（弓削達 『地中海世界』 pp.66 - 67）。
下層民も平等に扱う型への移行の一歩は紀元前462年のエピアルテースの事業を発展させたペリクレスの改革であり、アレオパゴス会議の権限を縮小し、その権限の一部を、民会・五百人評議会・民衆裁判所に与えたことであった（弓削達 『地中海世界』 p.68）。また民衆裁判所の審判人（陪審員）が給料制となったのもこの時期である（弓削達 『地中海世界 新書西洋史2』 講談社現代新書 1973年 p.69）。
古代ギリシアでは法廷での弁論から日常の討論まで弁論が盛んに行われており、法廷での弁論技術として発達した修辞学（弁論術）が広まっており、ゴルギアスのように有料で弁論術の教師を引き受ける者もいた。修辞学は単に言葉を飾るだけでなく、聴衆（陪審員）を魅了したり、相手から望んだ答えを引き出すなど、裁判で有用な心理操作の技術が含まれていた。

#### 古代ローマ
古代ローマの貴族と平民の対立から紀元前450年に初の成文法『十二表法』が制定される（弓削達 『地中海世界』 p.96）。これは貴族による法独占を破る重要な一歩であると同時に、貴族と平民の妥協案を表したものともいえる（弓削達 『地中海世界』 p.96）。
紀元前123年、護民官となったガイウス・グラックスは、属州総督の在任中の苛斂誅求（不当取得）を裁く法廷の審判人（陪審裁判官）を騎士の中から選ぶ法廷法案を成立させたが、これは騎士ケントゥリア（ケントゥリア民会）を味方に引き入れる政治的面を含んでいた（弓削達 『地中海世界』 p.112）。ガイウス・グラックス死亡後には撤廃されている（弓削達 『地中海世界』 p.113）。

#### 中世・封建時代
中世都市は独自の法＝市法と独立した裁判権をもち、固有の行政機関を備えていた（兼岩正夫 『封建制社会 新書西洋史3』 講談社現代新書 1973年 p.93.裁判管轄も参照）。農奴であっても荘園を脱して都市城壁内に1年以上滞在すれば、自由の身となれたため、「都市の空気は自由にする」ということわざも生まれた（兼岩正夫 『封建制社会』 p.93）。
キリスト教会はそれ自らの裁判所を持ち、僧侶だけでなく、修道者・学生・十字軍士・寡婦・孤児・身寄りのないものなどを含む事件は僧侶裁判にかけられ（H.Gウェルズ 『世界史概観 上』 p.222.教会法も参照）、また遺言や結婚や誓約に関する全ての事件、および妖術や異教や涜神罪に関する事件も扱った（H.Gウェルズ 『世界史概観 上』 p.222）。俗人が僧侶と争いを起こした場合は必ず僧侶裁判を受けねばならなかった（H.Gウェルズ 『世界史概観 上』 p.222）。聖ドミニコによって創設されたドミニコ教団がインノケンティウス3世によって支持された結果、異端追及と新思想迫害のための組織・異端審問所（インキジション）が作られた（H.Gウェルズ 訳・長谷部文雄 阿部知二 『世界史概観 上』 岩波新書 第14刷1975年 p.223）。教会の不当な特権により、また不条理な異端迫害によって、庶民の自由な信仰は破壊されることになる（前同 p.223）。
キリスト教文化の「罪を犯したものは裁く」という考えの下、人間以外の動物においても裁判が下された（動物裁判）。

#### 近世
15世紀末頃、目隠しスタイルの正義の女神が登場し、16世紀以降、裁判文化のシンボルとなる。15 - 18世紀にかけてヨーロッパ全体で魔女狩りが行われるようになり、魔女裁判による犠牲者は数万規模になる（魔女狩り参照）。魔女狩りにおける裁判官は神父が務めたが、魔女は背後を向けた状態で着席させられた（後述書 p.18）。これは神父を眼力で誘惑するという理由＝宗教的妄信からである（後述書 p.18）。魔女の判別法の一例としては、手足を縛った状態で湖水に投げて浮かべば、魔女と判定されるが（大村政男 『図解雑学 心理学』 ナツメ社 2006年 p.18）、浮かばなくても（無実が証明されたとしても）溺死するため、どの道、魔女と疑われたものは実質的に処刑された。

#### 近代
王政から共和制を目指した18世紀末のフランス革命にともない、拷問・法文によらない投獄・異教徒迫害の廃止が行われ、判事は民衆選挙によって任命され、期間が短かった（H.Gウェルズ 『世界史概観 下』 p.62）。これは群衆を一種の最終上告裁判所としたためであって、判事は国民議会の議員と同じく大向うを相手にふるわねばならなかった（H.Gウェルズ 『世界史概観 下』 p.62）。マクシミリアン・ロベスピエールによる革命裁判とギロチンにより、その反対者も王妃も無神論者も次々とギロチンにかけられたが、そのロベスピエール自身も失脚によりギロチンで処刑された（H.Gウェルズ 『世界史概観 下』 p.65）。
ナポレオン・ボナパルトが皇帝＝帝政となると、『ナポレオン諸法典』を制定するが、皇帝退位（1814年）後は、一連の急激な革命運動の反動からスペインでは異端審問所も復興した（H.Gウェルズ 訳・長谷部文雄 阿部知二 『世界史概観 下』 岩波新書 第11刷1975年(1刷1966年) p.68）。
帝政ロシアを滅ぼし、1922年に世界初の社会主義国家であるソビエト連邦を建国したウラジーミル・レーニンが1924年に亡くなると、権力闘争が起こり、1920 - 30年代にヨシフ・スターリンによって、大粛清が起こる。この大粛清の裁判によって、死刑判決を受けた人数は、37 - 38年の1年間だけでも134万人を超える（詳細は「大粛清」を参照）。
第二次世界大戦が終了後、戦争犯罪の裁判とは別に、ドイツでは国内各地の強制収容所内で収容者を殺害した関係者の裁判が進められた。裁判の対象は収容所の幹部から、次第に下級職員へと対象を広げている。2021年現在、97歳の元女性秘書や100歳の元男性看守の裁判が行われている。

### 東洋
世界最古の法典である『ハンムラビ法典』が西アジアのバビロニア（現イラク南部）のハンムラビ王によって公布され、この法律が周辺文明に伝播し、多大な影響を及ぼすことになるが、その中には無罪推定の原則も含まれている（クリストファー・ロイド 訳・野中香方子 『137億年の物語 宇宙が始まってから今日までの全歴史』 文芸春秋 第18刷2014年 p.158）。
中国では周代に六卿と呼ばれる行政組織が作られたが（『周礼』）、刑罰担当の裁判長官に当たる役職は「大司寇」と呼ばれた（『周礼』。隋代には、六卿は廃止される）。大司寇として知られる人物としては、儒家の始祖として知られる孔子がいる。孔子が魯の司寇となった時、周は衰え廃れたため、諸侯は悪口を言い、大夫は孔子の計画を邪魔したため、孔子は礼と儀式の基準を定めるため、242年間の善悪の判断を下したとされる（バートン・ワトソン 『司馬遷』 筑摩書房 4刷1971年 p.75）。
秦代、始皇帝は戦国時代の李悝の法経六篇＝盗法・賊法・囚法・捕法・雑法・具法を参考に、「法」を「律」という言い方に改め、秦律六篇を定め、漢代では、さらに戸・興・厩律の三篇を加えて九章律とした（後述書 p.148）。『漢書』では、始皇帝が厳罰主義者である点が強調され、昼は裁判を行い、夜は行政文書を決裁し、自ら課した文書の量は1日1石（約30キログラム）に限った（後述書 p.149）。結果として悪人が横行し、赤い服の囚人（目立つ囚人服）が道路をふさぐほどあふれ、囚人を収容する牢獄が市場のように立ち並んだ（後述書 p.149）。これに対し、劉邦は秦代の煩瑣な法律を削減することを約束し、簡約主義を行ったため、秦の政治に苦しんだ民衆はこれを受け入れたが、前述のように実態は付け加えている（鶴間和幸 『中国の歴史03 ファーストエンペラーの遺産 秦漢帝国』 講談社 2004年 pp.149 - 150）。
漢代の文帝は、文帝前13年（167年）に、身体に損傷を与える3つの肉刑を廃止し、身体刑では、髭を剃ったり、髪を切らせたり、鞭打ち刑程度に済ませた（鶴間和幸 『中国の歴史03 ファーストエンペラーの遺産 秦漢帝国』 p.176）。ただし腐刑（性器を損傷させる宮刑）は残された（前同 p.177）。武帝の時期では、経済政策の一環として、裁判の際、多額の資金を支払った場合、減刑にする制度（保釈金に近い）を取ったが、批判されることになる（『史記』）。理由として、貧乏人に不利であり、また、官僚が裕福な者を冤罪に陥れる結果となった（公平性に欠く）ためであった（バートン・ワトソン 訳・今鷹真 『筑摩叢書36 司馬遷』 筑摩書房 4刷1971年（1刷65年） p.287）。武帝時代の裁判は、訊（訊問）・鞫（きく、求刑）・論（判決）・報（上申）という手順で（後述書 p.224）、今でいう供述書も取られ、内容と当事者（被害者、被疑者）の証言に食い違いが無いか確認した上で罪を確定した（鶴間和幸 『ファーストエンペラーの遺産 秦漢帝国』 p.224）。この時代の裁判の故事としては、張湯が子供の頃に父親の職務である裁判の物真似をネズミに対して行い、手順通りにしただけでなく、その文書内容が熟練した獄吏のようだったために驚かれ、その能力をかわれて長安県の吏になったという話がある（前同 p.224）。

#### その他
- インド神話『ラーマーヤナ』（3世紀成立）では、ラーマとラクシマナの2人がヴィシュヴァーミトラに兵法の極意＝諸々の武器や魔法道具を授けられるが、その中には、「裁判の投げ縄」と呼ばれる極意（魔法道具）があり、悪さをした男がいても、この投げ縄を持った王の前に出ると、嫌でも白状をしてしまい、どこにいようが見つけ出してしまうという縄である（河田清史 『ラーマーヤナ (上)』 レグルス文庫1 第2刷1973年（1刷71年） p.47）。
- 12世紀の中国では裁判官が表情を隠すためにサングラスを使用していた（サングラスの概要も参照）。

## 裁判を題材とした作品
「Category:裁判を題材とした作品」を参照